# Bianco
Il bianco è un colore con elevata luminosità ma senza tinta (per cui è detto "colore acromatico"). Più precisamente è dato dalla sintesi additiva di tutti i colori dello spettro visibile (o di tre colori primari, ad esempio rosso, verde e blu oppure ciano, magenta e giallo). Da questo punto di vista, può essere considerato l'opposto del nero, anch'esso senza tinta, ma dato dalla sintesi sottrattiva di tutti i colori dello spettro visibile (o di tre colori primari). In questo senso, si dice comunemente che il bianco è dato dalla "combinazione di tutti i colori", mentre il nero è dato dall'"assenza di colore".
Prima che venisse accettata la teoria di Newton, la maggior parte degli scienziati riteneva che il bianco fosse il colore fondamentale della luce, e che gli altri colori si formassero solamente con l'aggiunta di qualcosa alla luce. Newton invece dimostrò che il bianco era formato dalla combinazione di altri colori.

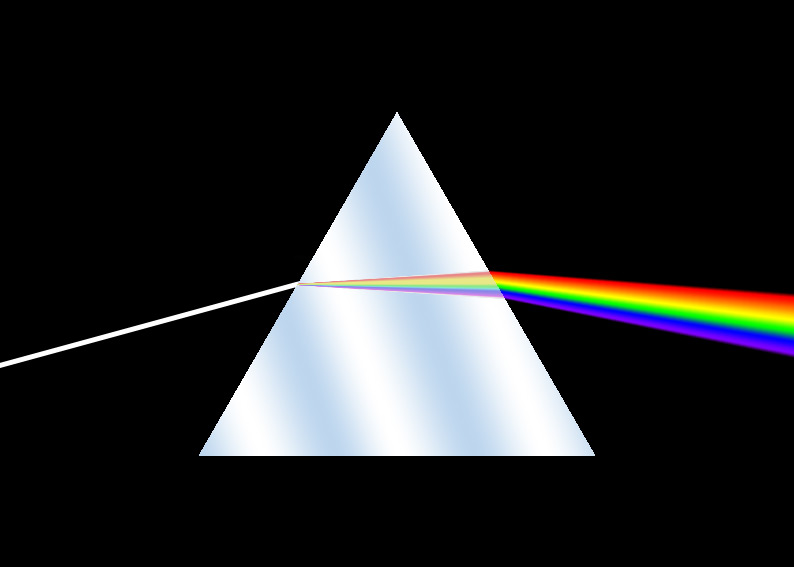
Schema di un prisma dispersore di luce bianca

La luce bianca, al passaggio attraverso un prisma di cristallo, crea un arcobaleno con la gamma completa dei colori, suddividendosi in tutti i colori da cui è composta.

## Etimologia
Il termine deriva etimologicamente dal germanico blank, essendo venuto meno in italiano il latino albus.

## In natura
Nel mondo vegetale, il colore bianco può indicare la presenza di quercetina, allisolfuro o selenio.
Nel mondo animale, il colore bianco è spesso utilizzato per mimetizzarsi nella neve. Molti animali (ad esempio la volpe polare) attraversano durante il periodo invernale una muta, durante la quale la pelliccia, più scura nella stagione calda, diventa bianca. Altri animali invece, vivendo sempre in regioni ghiacciate vicino ai poli, presentano permanentemente una colorazione bianca (ad esempio gli orsi polari).
Il bianco è inoltre conseguenza dell'albinismo, una particolare condizione presente dalla nascita in alcuni individui di molte specie che consiste nell'assenza di melanina.

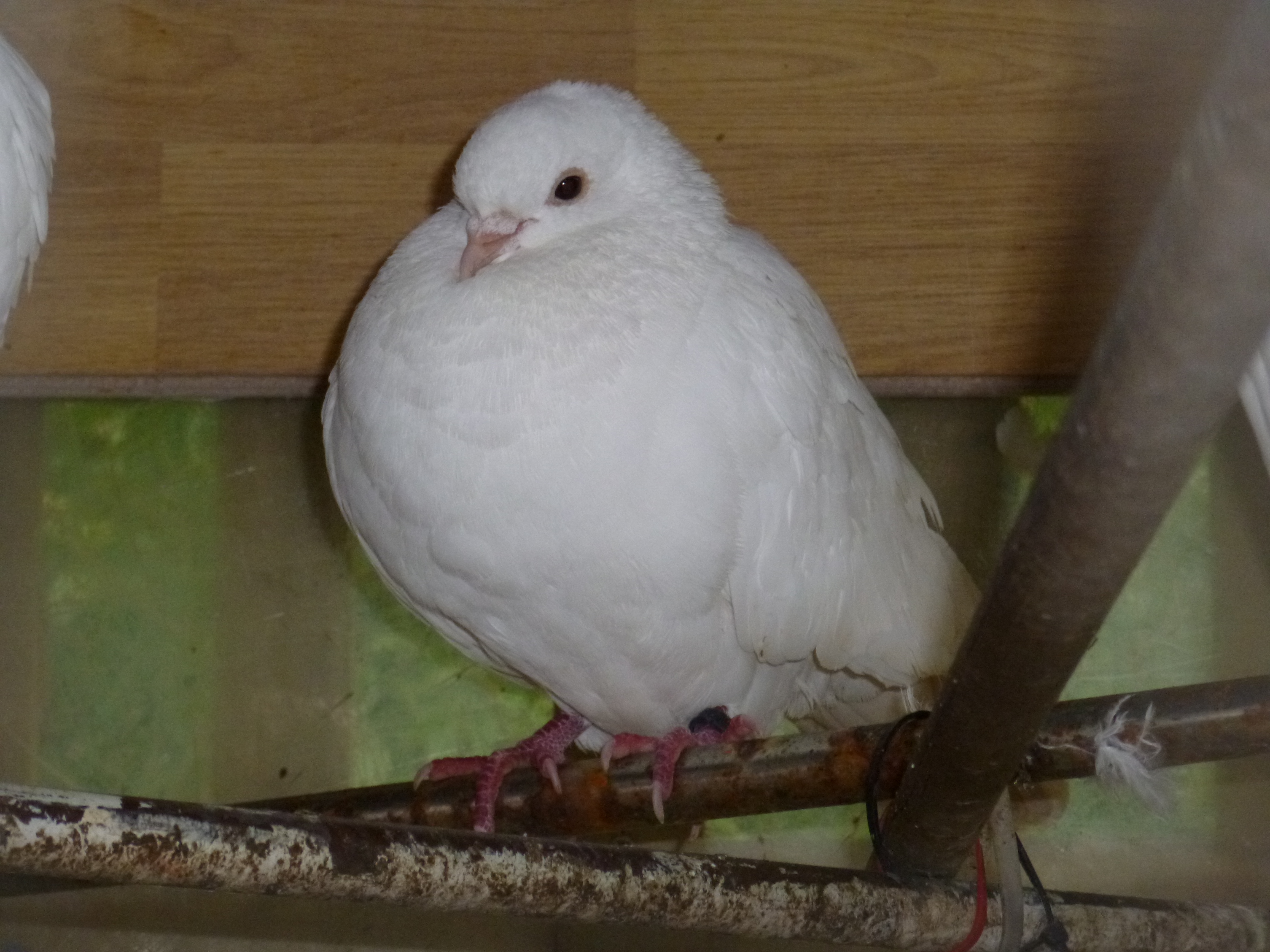
Una colomba bianca
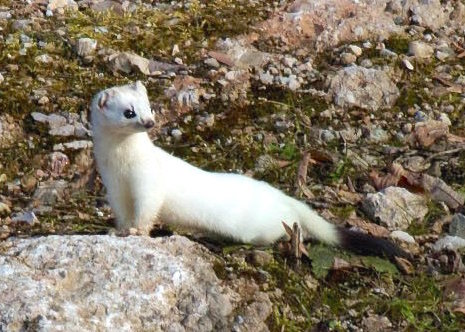
Ermellino (Mustela erminea)
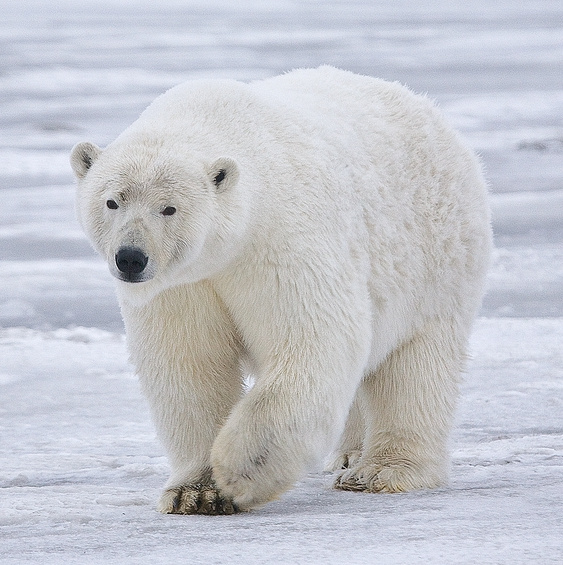
Orso polare (Ursus maritimus)

Il bianco è il colore della neve. È inoltre delle nuvole, assieme al grigio. In particolare, nuvole di colore più grigio indicano un carattere delle nuvole più temporalesco, mentre nuvole bianche sono generalmente meno cariche di pioggia.

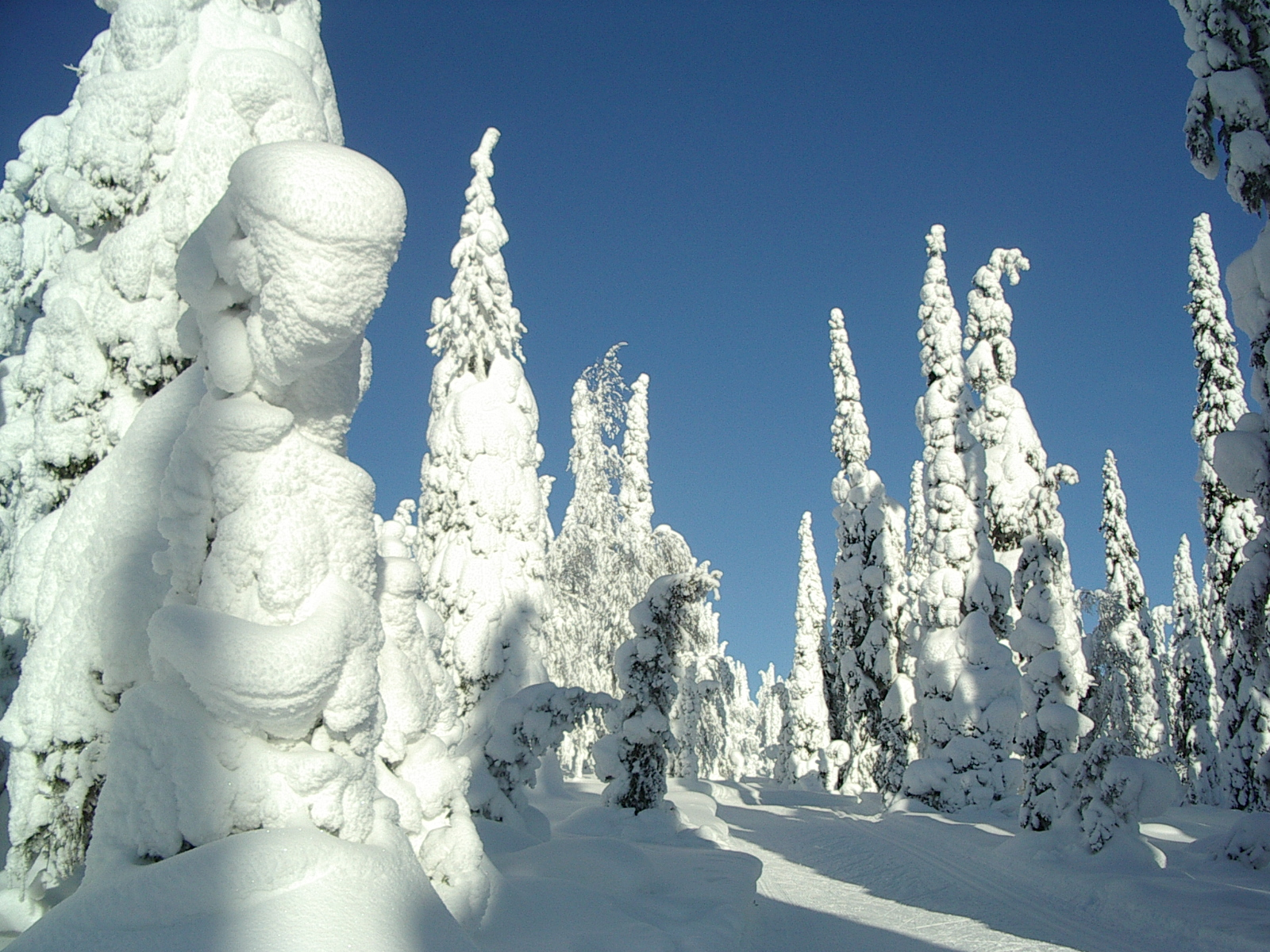
Alberi coperti di neve
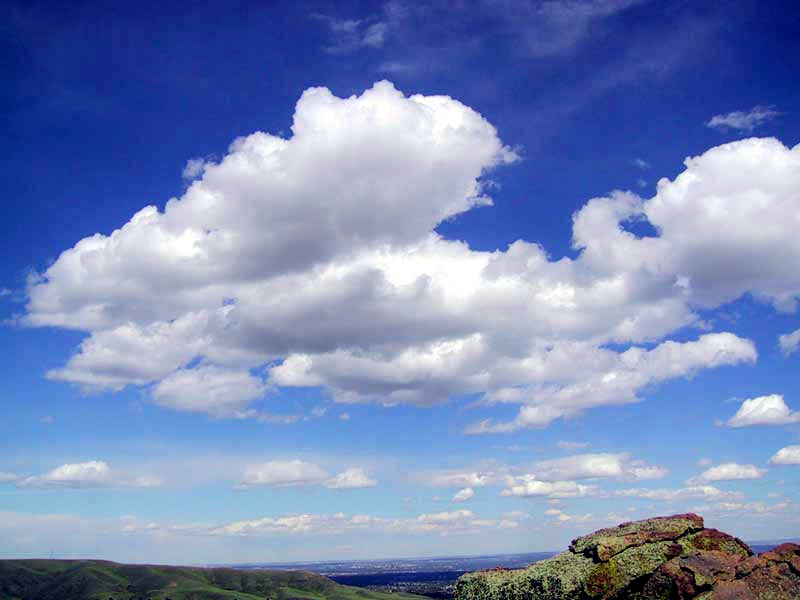
Nuvole (cumuli)

## Percezione

### Negli esseri umani
Il colore bianco è percepito da un osservatore quando una luce che contiene tutte le componenti dello spettro elettromagnetico nel visibile (ovvero, una luce bianca) viene riflessa illuminando un oggetto. Nel caso in cui tutto lo spettro che illumina un oggetto venisse assorbito totalmente l'oggetto apparirebbe nero, mentre un oggetto appare di un determinato colore (es. verde) se l'oggetto assorbe tutte le lunghezze d'onda dello spettro ad eccezione della lunghezza d'onda relativa al colore con cui vediamo l'oggetto (es. verde).

## Colorazione

### Pigmenti e coloranti

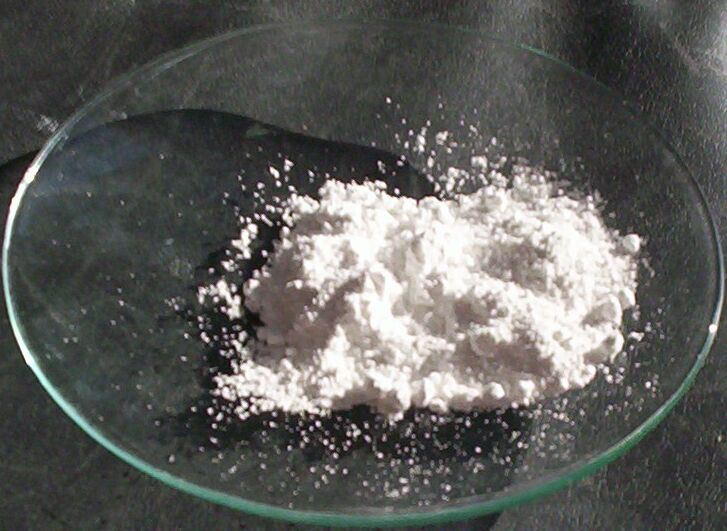
Biossido di titanio
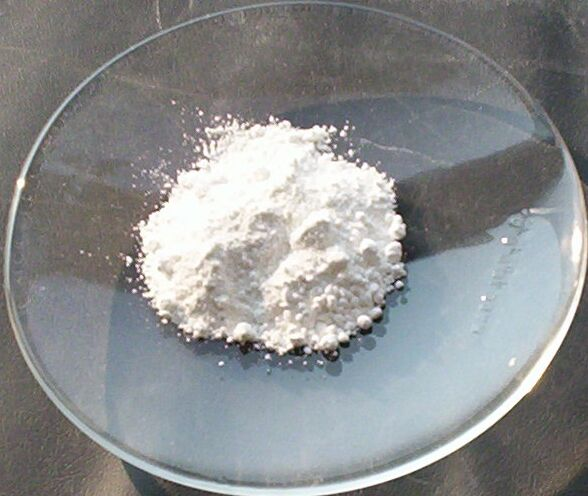
Ossido di zinco

### In pirotecnica

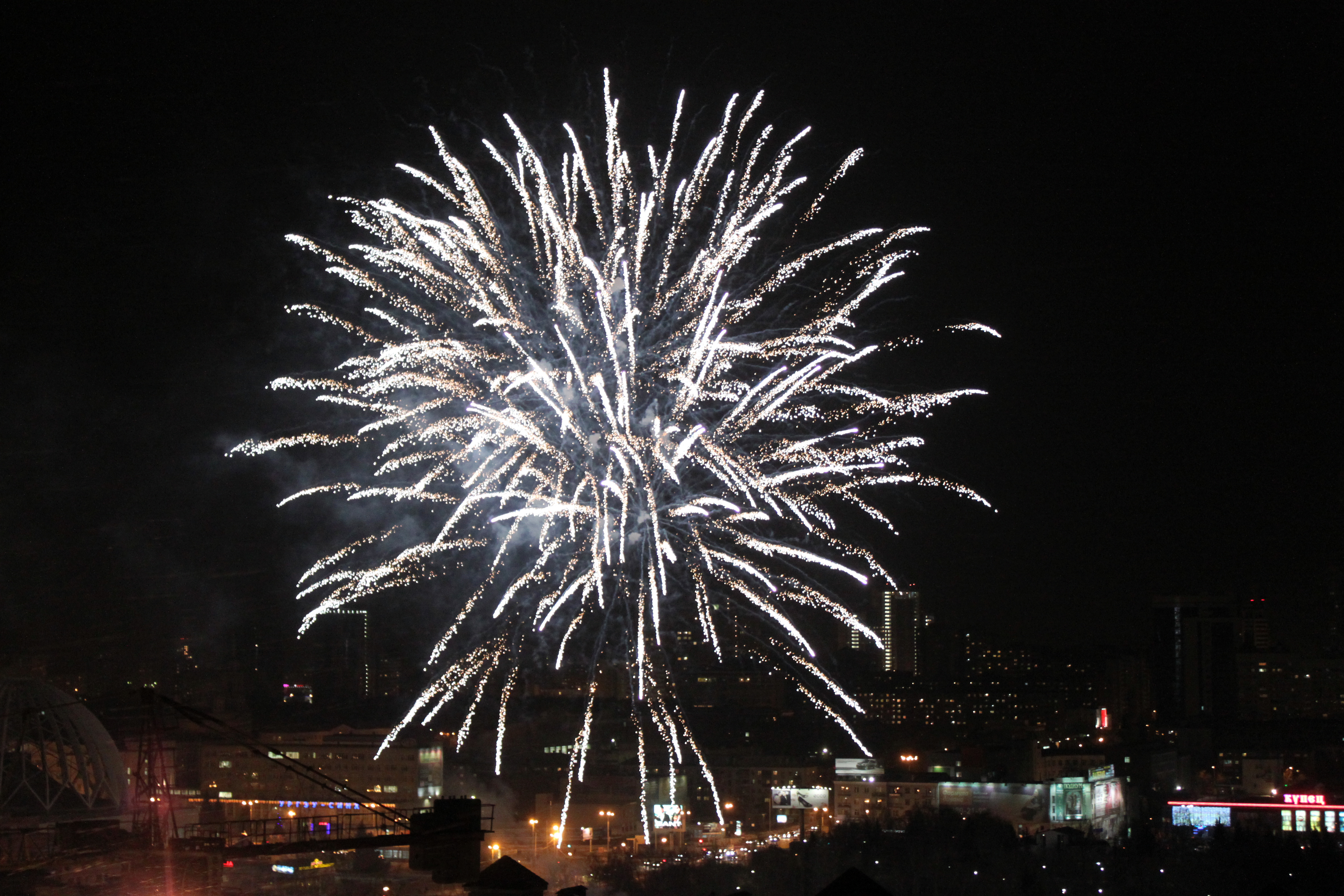
Fuochi d'artificio di colore bianco (Ekaterinburg, Russia)

Nell'ambito pirotecnico, fuochi d'artificio di colore bianco possono essere ottenuti da siliciuro di calcio, sali di antimonio (ad esempio trisolfuro di antimonio) o magnesio, o attraverso una miscela di canfora, salnitro e zolfo.

### In chimica analitica

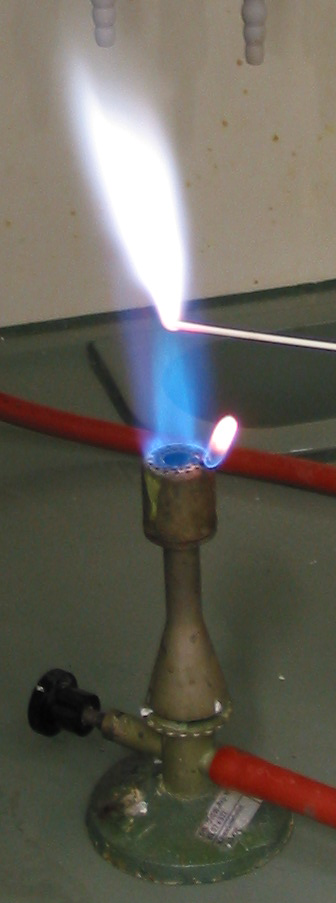
Saggio alla fiamma in presenza di antimonio

Nel saggio alla fiamma, una fiamma di colore bianco può indicare la presenza di antimonio, magnesio o piombo. In generale, fiamme di colore bianco indicano una temperatura di fiamma elevata (intorno ai 1200 °C circa).

## Codifica
I monitor solitamente hanno un controllo della temperatura di colore, e permettono all'utente di selezionare la temperatura (solitamente tra alcuni valori fissi) della luce emessa quando il computer produce il segnale elettrico corrispondente al "bianco".

### RGB

Nella codifica RGB, il bianco è dato dalla sintesi additiva di rosso, verde e blu

Le coordinate RGB del bianco sono 255, 255, 255.

## Combinazioni con altri colori
Nell'ambito del web, miscelando attraverso miscelazione sottrattiva il colore "bianco" (inteso come colore la cui codifica esadecimale è #FFFFFF) con altri colori, si ottengono le seguenti combinazioni:
| Bianco (#FFFFFF) | + | Nero (#000000)   | = | Grigio (#808080)        |
| Bianco (#FFFFFF) | + | Rosso (#FF0000)  | = | Rosa (#FF8080)          |
| Bianco (#FFFFFF) | + | Blu (#0000FF)    | = | Azzurro (#8080FF)       |
| Bianco (#FFFFFF) | + | Verde (#00FF00)  | = | Verde chiaro (#80FF80)  |
| Bianco (#FFFFFF) | + | Giallo (#FFFF00) | = | Giallo chiaro (#FFFF80) |

Le combinazioni della tabella precedente sono valide solo "a video" e i colori risultanti sono ottenuti a partire dal codice del colore, ovvero attraverso un procedimento matematico da cui si ottiene il codice del colore che è la combinazione "teorica" dei primi due colori.
Nel caso della pittura, della stampa e in altri ambiti in cui il colore bianco non è ottenuto su uno schermo elettronico, bensì attraverso l'utilizzo di un pigmento o colorante, il colore che ne risulta può essere più o meno differente a seconda delle sostanze utilizzate, dal supporto e della proporzione dei due colori iniziali.
La miscelazione del bianco con gli altri colori fornisce dei risultati differenti da quelli indicati sopra nel caso in cui si utilizzino tecniche di miscelazione additiva (ad esempio combinando tra loro due fasci di luce di due colori).

## Temperatura di colore
Nella scienza della luce c'è un continuum di colori della luce che possono esser chiamati "bianco". Alcuni di questi colori sono quelli emessi tramite l'incandescenza da un corpo a temperatura molto elevata (v. Radiazione di corpo nero): per esempio, il colore della radiazione emessa da un corpo nero riscaldato alla temperatura di 2848 kelvin è grossomodo equivalente alla luce della lampadina a incandescenza per uso domestico. Si dice pertanto che quest'ultima ha una temperatura di colore di 2848 kelvin. La luce bianca emessa dalle lampade di teatro ha invece una temperatura di colore superiore: circa 3200 K; la luce del giorno ha una temperatura di colore di 5400 K, ma può variare da un rosso freddo fino a un blu a 25000 K.
Non tutte le radiazioni di un corpo possono essere considerate luce bianca: la temperatura della radiazione dell'universo, ad esempio, è solo di pochi kelvin ed è quasi invisibile.

## Bianchi standard
I bianchi standard sono definiti in relazione al diagramma cromatico della Commissione internazionale per l'illuminazione. Questi appartengono alla serie D degli illuminanti standard. L'illuminante D65 corrisponde originariamente alla temperatura di colore di 6500 K e rappresenta la luce del giorno standard.

## Simbolismo

### Nell'arte
- Nell'arte africana, il bianco sta a significare la vita eterna.

### In politica, araldica e vessillologia
- In politica, dagli anni che seguirono la prima guerra mondiale il bianco è spesso associato al conservatorismo in antitesi al comunismo, con la contrapposizione tra "rossi" e "bianchi", per esempio, nella guerra civile russa o in quella finlandese.
- In Italia esso è stato associato alle formazioni politiche e sociali (ad esempio, i sindacati) che si ispirano alla dottrina sociale della Chiesa, e tra queste in particolare alla Democrazia Cristiana, soprannominata "La balena bianca".[7]
- La bandiera bianca è un segno internazionale di arresa o armistizio, cioè simbolo di intenti pacifici in tempo di guerra.

### Festività e religione
- Il bianco è il colore tradizionale dell'abito della sposa nei matrimoni occidentali e in Giappone.
- Nella liturgia cattolica il bianco è il colore gioioso e festivo usato per i paramenti liturgici nelle solennità del Signore e della Madonna, nel tempo di Natale e nel tempo di Pasqua, nella celebrazione dei santi non martiri, nei battesimi e nei matrimoni.
- Secondo l'Apocalisse di Giovanni 7, 13-14[8], il bianco è il colore della purezza ottenuta con il sacrificio fino al martirio: «Poi uno degli anziani mi rivolse la parola, dicendomi: "Chi sono queste persone vestite di bianco e da dove sono venute?" Io gli risposi: "Signor mio, tu lo sai". Ed egli mi disse: "Sono quelli che vengono dalla Grande Tribolazione. Essi hanno lavato le loro vesti, e le hanno imbiancate nel sangue dell'Agnello."»
- Nel Taoismo, il bianco rappresenta lo yang (energia maschile), che assieme allo yin (energia femminile, rappresentato dal colore nero) forma la coppia delle due nature complementari dell'universo.

Yin e yang
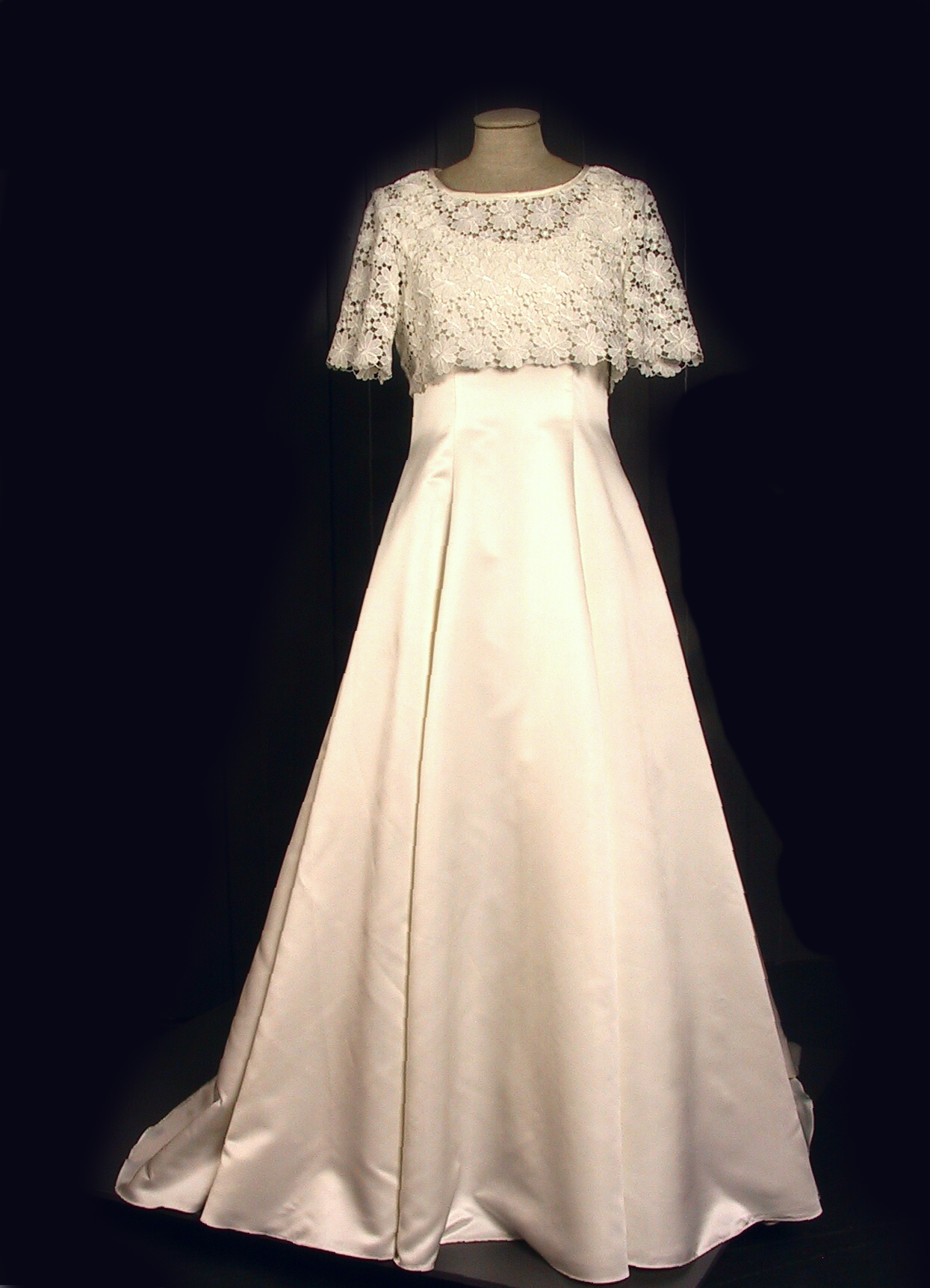
Abito da sposa bianco

### Nello sport
- Il bianco è il colore dei pezzi di uno dei due giocatori in vari giochi da tavolo di strategia, come il go, gli scacchi, e la dama.
- Il bianco è il colore sociale delle squadre di calcio del Real Madrid e della Juventus.

### Nella cromoterapia
In cromoterapia il bianco è utilizzato per attenuare la sensazione di solitudine, chiarire le idee, trasmettere sensazioni di libertà e alleviare la tensione emotiva.

### Altre simbologie
- Nella tradizione cinese e indiana, il bianco è il colore del lutto, della morte e dei fantasmi.
- Il nastro bianco è vestito dai movimenti che denunciano le violenze contro le donne. È anche il segno del femminismo ed è stato il simbolo della pace in Québec, all'inizio del 2003, come opposizione popolare alla guerra in Iraq.
- Il bianco era il colore dei Borboni.

## Nel lessico
- Nel linguaggio comune, il termine "bianco" si riferisce a quella parte della popolazione mondiale che è originaria del continente europeo. La loro pelle, infatti, ha solitamente una carnagione chiara, dal rosa al marrone chiaro. Negli Stati Uniti d'America questo fenotipo viene chiamato anche caucasico.
- Il rumore bianco, in acustica, è un suono contenente tutte le frequenze udibili, e viene chiamato "bianco" per analogia con il colore bianco che contiene tutte le frequenze visibili.
- "Mostrare la penna bianca" è segno di codardia. Nelle lotte di galli, una penna bianca sulla coda è considerata segno di un incrocio inferiore. All'inizio della Prima Guerra Mondiale, le donne del Regno Unito venivano incoraggiate a regalare una penna bianca agli uomini che non si erano arruolati come volontari.
- Al pronto soccorso il codice di accesso bianco significa nessuna urgenza, tempo di attesa indefinito.